# Telomerina pseudoleucoptera
Telomerina pseudoleucoptera är en tvåvingeart som först beskrevs av Oswald Duda 1924.  Telomerina pseudoleucoptera ingår i släktet Telomerina, och familjen hoppflugor. Arten är reproducerande i Sverige.